# シンデレラ・ストーリー
『シンデレラ・ストーリー』（A Cinderella Story）とは、童話「シンデレラ」の主人公のように、有名ではない一般人女性が、短期間で（あるいは長い年月にわたる苦労の末）見違えるほどの成長と幸福を手にし、芸能界や社交界、その他の一流の場などにデビューしたり、あるいは資産家と結婚する成功物語をいう。

## 概要
創作でなく実在の人物の話であれば、成功をつかんだ女性は、一般に「シンデレラ」と称され、華麗に演出されてマスコミなどで報道される。現実例として文仁親王に見初められた川嶋紀子が“3LDKのプリンセス”（当時住んでいた学習院教住の間取りから。同名の書籍もある）“平成のシンデレラ”（同題のアニメがある）と呼ばれた。それ以降の例としては、歌手の華原朋美が当時、雑誌『JUNON』で“なりたい顔1位”にも選ばれるなど、同性を中心に絶大な支持をされた。安室奈美恵の“アムラー”に対して、華原のファッションや言動を真似する女子は“カハラー”"ともギャル"と呼ばれ、メディアで“平成のシンデレラ”と呼称された
魔法使い役や王子役のような、他者による強力な援助がある人物に用いられることが多い。ミス・コンテストに優勝してドラマや映画に出演、それが受けて一気にスターダムに、あるいは、その道の有力者に見初められそして庇護を受けて大舞台へ、といったパターンである。また自分の才能や作品により魔法のように成功を手に入れるパターンがある。
同名の童話のように、「継母に虐められる」といったような要素は必要ないが、成功に至るまでの「苦労話」などがドラマチックに語られることが多い。貧しさや身寄りの無さなどの苦労、成功を得るまでの障害が大きいほど、最終的に幸福を掴むカタルシスが大きくなるからである。
男性の場合は（多くはスポーツで突如として頭角を現したりするパターン）「シンデレラボーイ」と呼ばれる。

## 題材とした作品
文学
- あしながおじさん
- おちくぼ物語
- ジェーン・エア
- 小公女
- 住吉物語
- グリム童話（作品多数）

映画
- シンデレラ・ストーリー (映画)
- マイ・フェア・レディ (映画)
- プリティ・ウーマン
- 恋の手ほどき
- メイド・イン・マンハッタン
- 靴をなくした天使
- シーズ・オール・ザット

- 受験のシンデレラ

舞台
- ミュージカル「シンデレラストーリー」（2003年7月 - 8月、再演2005年5月 - 6月、再々演2022年9月 - 10月[1]）

ドラマ
- シンデレラは眠らない

音楽
- シンデレラは眠れない（上記ドラマとは無関係）